# Tetragnatha kikokiko
Tetragnatha kikokiko là một loài nhện trong họ Tetragnathidae.
Loài này thuộc chi Tetragnatha. Tetragnatha kikokiko được miêu tả năm 2002 bởi Gillespie.